# Gornje Zagorje
Gornje Zagorje es una localidad de Croacia en el ejido de la ciudad de  Ogulin, condado de Karlovac.

## Geografía
Se encuentra a una altitud de 344 m s. n. m. a 109 km de la capital nacional, Zagreb.

## Demografía
En el censo 2011, el total de población de la localidad fue de 298 habitantes.
| Gráfica de población de Gornje Zagorje 1857-2011                    |
|                                                                     |
| Según los censos de población de la oficina estadística de Croacia. |